# Яниев, Лев Николаевич
Лев Николаевич Яниев (родился 18 декабря 1943 года) — советский и казахстанский гандбольный тренер, многолетний наставник женской сборной Казахстана по гандболу. Заслуженный деятель Казахстана (2002), Заслуженный тренер Республики Казахстан.

## Биография
Тренерскую карьеру Лев Николаевич начал в детской спортивной школе города Усть-Каменогорск, а затем переехал в Алма-Ату, где стал сначала старшим тренером, а затем главным тренером. Первые два года тренировал и мужские, и женские команды: выбор в пользу женской сборной он сделал после того, как обыграл команду, которой руководил Геннадий Бахерев. Тогда же они решили, что Бахерев будет руководить мужской сборной, а Яниев — женской.
Со сборными Казахской ССР и сборной Казахстана Лев Николаевич Яниев проработал на протяжении 28 лет и 7 месяцев. Под его руководством сборная Казахстана дважды выигрывала чемпионат Азии, а также попадала в призёры Азиатских игр: завоевала серебряные медали Игр 2002 года в Пусане и Игр 2006 года в Дохе. В 2003 году Яниев за победу на чемпионате Азии 2002 года и серебряные медали Игр в Пусане был признан тренером года в стране. Высшим достижением под руководством Яниева для казахской сборной стал выход на Летние Олимпийские игры 2008, где казахская команда заняла 10-е место в общем зачёте и 5-е в своей группе. Костяк его команды составили спортсменки, начинавшие заниматься гандболом ещё в советское время.
В 2007 году по итогам азиатского квалификационного турнира, прошедшего в Алма-Ате, казахская сборная заняла первое место, сумев опередить сборные Южной Кореи и Японии, хотя в очной встрече уступила кореянкам 31:32. В начале 2008 года кореянки и японки подали протест на результаты турнира под предлогом необъективного судейства, и Международная федерация гандбола постановила переиграть одновременно и мужской, и женский квалификационные турниры. Казахская сборная отказалась от участия в переигровке, сославшись на невозможность сбора сильнейших игроков, но упрекнула Корею в том, что та не подала протест сразу после азиатского квалификационного турнира, а сделала это только после того, как не получила прямую путёвку в Пекин на чемпионате мира 2007 года. Азиатская федерация гандбола и член её совета Гульнара Турлыханова подали апелляцию на решение о переигровке женского турнира и добились того, чтобы за казахской командой оставили путёвку.
В 2010 году Яниев покинул пост тренера казахской сборной и стал тренером гандбольного клуба «Астана». В 2011 году тренировал молодёжную сборную Казахстана на финале Интерконтинентального кубка по гандболу («переходящего трофея») с участием четырёх молодёжных (до 21 года) сборных — Конго, Кубы, Финляндии и Казахстана. «Астану» он покинул в 2012 году сразу после первого тура чемпионата страны, уступив пост Андрею Столярову. В интервью общественно-политической газете «Время» 2015 года он сказал, что возраст не позволяет ему вернуться в гандбол, хотя сам он с трибун как болельщик продолжал наблюдать за матчами.
Имя Льва Николаевича Яниева ныне носит открытый турнир Алматинской области среди девушек и юношей, проходящий на базе ДЮСШ Илийского района. В розыгрыше 2025 года участвовали 14 команд из Актобе, Шымкента, Карагандинской, Кызылординской, Туркестанской и Алматинской областей.

## Личная жизнь
На 2012 год проживал со своей супругой в алма-атинской квартире сына. В настоящее время проживает в Московской области.

## Награды
- Заслуженный деятель Казахстана (2002)[2]
- Заслуженный тренер Республики Казахстан[3][12]